# Prykołotne
Prykołotne (ukr. Приколотне) – osiedle na Ukrainie, w obwodzie charkowskim, w rejonie kupiańskim, w hromadzie Wilchuwatka. W 2001 liczyło 2579 mieszkańców.

## Urodzeni
- Konstantin Olszanski - radziecki wojskowy.